# أرنولد شابيرو
أرنولد شابيرو (بالإنجليزية: Arnold Shapiro)‏ هو منتج تلفزيوني أمريكي، ولد في 1 فبراير 1941.

## وصلات خارجية
- أرنولد شابيرو على موقع IMDb (الإنجليزية)
- أرنولد شابيرو على موقع قاعدة بيانات الفيلم (الإنجليزية)